# بئر محلي
بئر محلي قرية سوريّة تتبع إداريّاً لمحافظة حلب منطقة عين العرب ناحية صرين، بلغ تعداد سكانها 430 نسمة حسب التعداد السكاني لعام 2004.